# ماری سینکلیر
ماری سینکلیر (انگلیسی: Mary Sinclair؛ ۱۵ نوامبر ۱۹۲۲ – ۵ نوامبر ۲۰۰۰) یک هنرپیشه اهل ایالات متحده آمریکا بود.
وی همچنین برنده جوایزی همچون جایزه امی شده است.